# Louise Bloor
Louise Bloor (* 21. September 1985) ist eine britische Sprinterin.
Bei den Commonwealth Games 2014 in Glasgow trug sie durch ihren Einsatz im Vorlauf zum Gewinn der Bronzemedaille durch das englische Team in der 4-mal-100-Meter-Staffel bei.
2012 wurde sie Englische Meisterin über 100 m.

## Persönliche Bestzeiten
- 60 m (Halle): 7,37 s, 31. Januar 2015, Wien
- 100 m: 11,43 s, 18. Juli 2015, Loughborough
- 200 m: 23,31 s, 6. Juli 2013, Manchester
  - Halle: 23,64 s, 31. Januar 2015, Wien